# Moldovas økonomi
Moldovas økonomi er en vækstøkonomi og øvre middelindkomst økonomi, med et højt Human Development Index. Moldova er en indlandsstat i Østeuropa, der grænser op til Ukraine mod øst og Rumænien mod vest. Det er en tidligere Sovjetrepublik (Moldoviske SSR) og nuværende kandidat til at blive optaget i EU.
Moldovas eksport er bl.a. stor inden for fødevarer som nødder, solsikker, vin, alkohol samt frugt og grøn. Desuden også kabler, jern og stål, samt til en vis grad også lægemidler. De største eksportmarkeder for Moldova er Rumænien og Rusland.
Servicesektoren er vokset meget siden 1989, og bidragede i 2015 til over 60% af BNP.

## Turisme
- Total:  234.200 i 2016[5]
  - International turisme:  192.920
    - Indgående:  15.668
      -  Rumænien - 22,7%
      -  Rusland - 11,9%
      -  Tyskland - 10,6%
      -  Ukraine - 10,0%
      -  USA - 4,9%

    - Udgående:  177.252
      - Skabelon:Lande data Tykiet - 31,9%
      -  Bulgarien - 26,7%
      -  Rumænien - 14,1%
      -  Grækenland - 13,2%
      -  Ukraine - 2,8%
- Hjemlig turisme:  41.297